# Уголовный кодекс Калифорнии
Уголовный кодекс Калифорнии формирует основу для применения уголовного права, уголовного судопроизводства, пенитенциарных учреждений и исполнения приговоров в штате Калифорния. Первоначально он был принят в 1872 году как один из четырёх первоначальных, и с тех пор в него были внесены существенные поправки и дополнения.

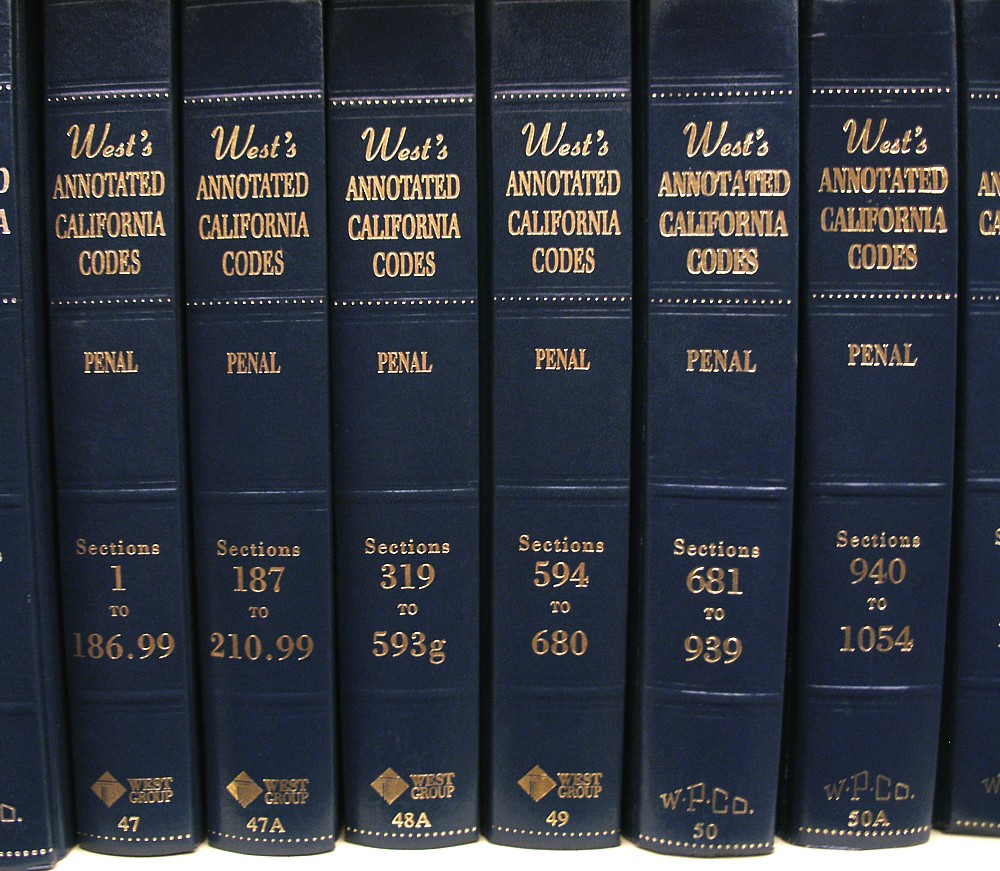
Тома аннотированной версии Уголовного кодекса Калифорнии от издательства Thomson West; другая популярная аннотированная версия - это версия Диринга, опубликованная LexisNexis

## История
Уголовный кодекс, принятый Легислатурой Калифорнии в феврале 1872 года, был основан на уголовном кодексе, предложенном Комиссией кодексов Нью-Йорка в 1865 году, который часто называют уголовным кодексом Филда в честь наиболее видного из уполномоченных по кодексу  Дэвида Дадли Филда  (который разработал другие предлагаемые кодексы комиссии).  Фактическим составителем уголовного кодекса Нью-Йорка был комиссар Уильям Кертис Нойес, бывший прокурор. Нью - Йорк запоздало ввел в действие уголовный кодекс Филда в 1881 году.  
До обнародования Типового уголовного кодекса в 1962 году уголовный кодекс Филда был, безусловно, наиболее влиятельной попыткой кодификации уголовного права, но имел серьёзные изъяны, поскольку фактически «продолжал» многие запутанные общие концепции права (например, предвидение злого умысла), когда целью кодификации было приведение в порядок общего права.  Об этом, профессор права Калифорнийского университета в Беркли Сэнфорд Х. Кадиш написал в 1987:«Ни один из рассмотренных мною кодексов не имел большего влияния. Ни один из них не заслуживал меньшего».  До принятия Уголовного кодекса Калифорния полагалась на определения преступлений в общем праве, а также накопленное прецедентное право, восходящее к британскому общему праву постколониальных времен.

## Структура
Как и большинство кодексов Калифорнии, Уголовный кодекс разделен на части, причём Уголовный кодекс содержит шесть,  большинство из них содержат главы, некоторые из которых, в свою очередь, подразделяются на разделы, причём отдельные статьи составляют наименьшую единицу содержания.  В отличие от статей Кодекса Соединённых Штатов, на любое конкретное положение Уголовного кодекса обычно ссылаются только по его номеру раздела, особенно когда полицейские штата ссылаются на конкретное преступное деяние по полицейской радиочастоте. Большая часть этой статьи посвящена исключительно материальному уголовному праву, изложенному в Части 1.  
Первые две главы части 1 до статьи 33 являются предварительными и содержат определения юридических терминов, а не определения каких-либо конкретных преступлений или наказания за них. Следующая группа заголовков, через статью 88, касается преступлений против самого государства, таких как измена. Глава 7, заканчивающийся статьей 186, охватывает судебную систему штата и преступления, которые могут быть совершены в ней, такие как лжесвидетельство. Глава 8 охватывает тему насильственных преступлений и распространяется через статью 249. Глава 9 (статьи с 250 по 368) касается преступлений против общественной морали и приличия. Глава 10 (статьи с 369 по 402) посвящена «преступлениям против общественного здоровья и безопасности», а раздел 11 (статьи 403–423) зарезервирован для «преступлений против общественного спокойствия». Тема главы 12 (статьи 424–440) - преступления против государственных доходов, а глава 13 (статьи с 441 по 593) - преступления против собственности. Раздел 14 (статьи 594–625) имеет заголовок «Злонамеренное причинение вреда», но, помимо вандализма (статья 594), он также включает такие правонарушения, как незаконное проникновение (в статья 602). Глава 15 (статьи 625–653) касается «различных преступлений», глава 16 (статьи 654-678) помечен как «Общие положения», а последняя глава части 1, глава 17 (статьи 679 и 680) очерчивает «Права Жертвы и свидетели преступлений». 
Часть 2 Уголовного кодекса (статьи 681–1020) кодифицирует  систему уголовного судопроизводства государства.
Часть 3 Уголовного кодекса (статьи 2000–10007) кодифицирует законы, регулирующие систему государственных исправительных колонии . Часть 3 включает положения, регулирующие работу окружной тюрьмы и тюрем штата, а также применение смертной казни.
Часть 4 Уголовного кодекса (статьи 11006–14315) кодифицирует законы, регулирующие уголовные расследования, подготовку тюремных служащих, подготовку сотрудников полиции, борьбу с преступностью, предупреждение преступности и контроль над оружием.
Часть 5 Уголовного кодекса (статьи 15001–15003) состоит только из двух статей, уполномочивающих Калифорнийский мемориальный фонд миротворцев устанавливать и поддерживать мемориал миротворцам на территории Капитолия штата за счет частных средств.
Часть 6 Уголовного кодекса (статьи 16000–34370) кодифицирует законы, регулирующие обращение с оружием.
Законы Калифорнии о наркотиках вообще не фигурируют в Уголовном кодексе, а в отдельном законодательном акте, Калифорнийский Кодекс здоровья и безопасности. Аналогичным образом, положения, касающиеся вопросов автомобилистов, транспортных средств и правил дорожного движения, содержатся в Правилах транспортных средств Калифорнии.

## Некоторые основные статьи
- '148'  - Сопротивление / воспрепятствование сотруднику полиции
- '187'  - Убийство
- '192'  - Непредумышленное убийство
- '203'  - Вред здоровью
- '207'  - Похищение
- '211'  - Ограбление
- '215'  - Угон автомобиля
- '219'  - Крушение поезда ( см., Например,  авария поезда в Глендейле в 2005 году[англ.])
- '236–237'  - Ложное заключение[англ.]
- '240'  - Нападение
- '242'  - Побои
- '245'  -  Нападение с применением смертоносного оружия ( иногда «сильное телесное повреждение») или с применением силы, которая может привести к серьёзным телесным повреждениям
- '261'  - Изнасилование
- '280'  - Похищение ребёнка[англ.]
- '285'  - Инцест
- '288'  -  Растление детей
- '314'  - Эксгибиционизм
- '368'  - Преступления против пожилых и иждивенцев
- '415'  - Хулиганство / Драка
- '417'  - Размахивание огнестрельным оружием
- '422'  - Угрозы преступления
- '451'  - Поджог
- '459'  - Кража со взломом[англ.]
- '470'  - Подлог
- '484'  - Кража или хищение
- '487'  - Крупная кража
- '488'  - Мелкая кража
- '487'  -  Угон автомобиля
- '496'  - Получение украденного имущества[англ.]
- '503–515'  - Хищение
- '518–527'  - Вымогательство
- '528–539'  - Подделка документов и Мошенничество
- '594'  - вандализм
- '597'  -  Жестокое обращение с животными
- '602'  - Посягательство[англ.]
- '647 (b)'  - Проституция
- '647 (f)'  -  Общественное опьянение или общественное отравление алкоголем
- '664'  - Покушение на преступление (обычно обвиняется вместе с одним из вышеперечисленных, например 187 или 211; покушение на убийство ранее освещалось в отдельном разделе, 217)
- '691'  - Вымогательство

Ошибочно предполагается, что термин для обозначения популярного времени курения марихуаны "420" появился благодаря Калифорнийскому уголовному кодексу. Фактическая статья 420 касается препятствования въезду на общественную землю. 
Одним из наиболее спорных статей Уголовного кодекса Калифорнии являются статьи 666 и 667.официально известный как «мелкая кража с предшествующей кражей» а в просторечии - мелкая кража как тяжкое преступление, позволяет, переквалифицировать незначительное преступление (кража в магазине)  в тяжкое, если лицо было осуждено за какое-либо преступление, связанное с кражей, в прошлом и если лицо, которому предъявлено обвинение, ранее дважды судимо за уголовные преступления (перечисленные как тяжкие или насильственные преступления ["правонарушения, подлежащие наказанию"]), это может привести к тюремному заключению сроком от 25 лет до пожизненного заключения в соответствии с законом о трех ошибках, который можно найти в Разделе 667. 
Включение мелкой кражи в закон о трех ошибках и, в этом отношении, сам закон о трех ошибках вызвало много споров как внутри, так и за пределами штата, и даже за пределами Соединенных Штатов. В 2003 г. США Верховный суд оставил в силе закон Калифорнии о трех ошибках, несмотря на конституционные запросы в двух судебных разбирательствах, где третье преступление (ошибка) было ненасильственным- –  Юинг против Калифорнии, 538 U.S. 11 (2003), и Локьер против Андраде, 538 U.S. 63 (2003).

## Внешние ссылки
- List of Penalties of California Penal and Vehicle Codes (CMCDefense)
- California Penal Code (at FindLaw)
- California Law database maintained by state Legislative Counsel